# We can make it!
《We can make it!》是嵐的第19枚單曲。於2007年5月2日發行。唱片公司為J Storm。收錄於原創專輯《Time》及精選專輯《1999-2009 完全精選!》。

## 解說
- 主打歌為成員松本潤主演劇《料理新鮮人》的主題曲，又為2007年嵐連續第二首、第二季的劇集主題曲。
- 接續前作，為連續第8張、合計第15張Oricon冠軍單曲。

## 收錄曲

### 初回限定盤
1. We can make it!
（作詞：UNITe　Rap詞：櫻井翔　作曲：Fredrik Thomander & Anders Wikstrom　編曲：鈴木雅也）
日本電視台連續劇「料理新鮮人」主題曲（松本潤主演）
改編自瑞典歌手Agnes『Love is All Around』
2. Di-Li-Li
（作詞、作曲：北川曉　Rap詞：櫻井翔　編曲：鈴木雅也）
House wellness foods「C1000」廣告歌
House wellness foods C1000×嵐'07 活動主題曲
3. Future
（作詞、作曲：100+　Rap詞：櫻井翔　編曲：ha-j）

### 通常盤
1. We can make it!
2. Di-Li-Li
3. We can make it!（Original Karaoke）
4. Di-Li-Li（Original Karaoke）